# Zell-Weierbach
Zell-Weierbach ist ein Stadtteil von Offenburg.

## Geographie
Zell-Weierbach liegt in der Vorbergzone des Schwarzwaldes, 1 km vom Stadtzentrum von Offenburg entfernt, zwischen den beiden Weinorten Rammersweier und Fessenbach. Von dem 7,97 km² großen Stadtteil entfallen 3,55 km² auf Waldgebiet, 1,21 km² auf Äcker und Wiesen und 1,01 km² auf Rebland. 1,83 km² sind bebaut, während 0,37 km² von Gewässern, Sportflächen und Freizeiteinrichtungen eingenommen werden.

### Nachbargemeinden
Die Grenze der Gemarkung verläuft im Norden gegen die Gemarkung Rammersweier, im Osten gegen die Gemeinde Durbach, im Süden gegen die Gemeinde Ohlsbach und die Gemarkung Fessenbach und im Westen an die Stadt Offenburg.

## Geschichte
Weyerbach wurde 1235 erstmals urkundlich erwähnt. Spätere Namen der Ortschaft lauteten auf Wygerbach (1289) und Wigerbach (1447). 1242 erfolgte die erste urkundliche Erwähnung von Celle, spätere Schreibweisen waren Zell (1367) und Zelle (1400). Im Jahr 1551 wurden Zell, Weierbach und Riedle zusammen mit der Ortenau vorderösterreichisch. 1805 wurden diese drei Ortschaften badisch.
1811 wurde der sogenannte Zeller Stab aufgelöst, dem die Gemeinden Zell, Weierbach, Riedle, Fessenbach und Oberrammersweier angehörten. Dies war eine Folge des 1810 von Oberrammersweier eingebrachten Antrags auf Abtrennung vom Zeller Stab. Schließlich wurden am 15. Juli 1820 die drei Gemeinden Zell, Weierbach und Riedle auf deren Antrag unter dem Namen Zell-Weierbach zusammengeschlossen. Im Jahr 1850 wanderten aufgrund der wirtschaftlichen Notlage in Zell einige Bürger nach Missouri in die USA aus, in das heutige Ste. Genevieve County, etwa 60 Meilen südlich von St. Louis.
Am 1. Januar 1971 wurde Zell-Weierbach bei der Gebietsreform in Baden-Württemberg nach Offenburg eingemeindet.

## Demographie
Einwohnerzahlen nach dem jeweiligen Gebietsstand.
| Jahr | Einwohnerzahl                        |
| ---- | ------------------------------------ |
| 1814 | 911 (In Zell und Weierbach zusammen) |
| 1913 | 1.737                                |
| 1939 | 1.968                                |
| 1961 | 2.859                                |
| 1970 | 3.360                                |
| 2016 | 3.529                                |

## Sehenswürdigkeiten und Kultur
Das Schulmuseum Zell-Weierbach wurde 1996 gegründet. Es basiert auf der in den 1970er Jahren begonnenen Sammlung des Schulrates Jupp Wunderle. Zu den zu besichtigenden Räumlichkeiten zählen unter anderem eine ehemalige Lehrerwohnung im Schulhaus, eine Nähstube mit zahlreichen Handarbeiten sowie eine Bibliothek mit über 13.000 Schulbüchern aus den letzten drei Jahrhunderten. 2005 wurde das Museum in Museum für ehemals Großherzoglich Badische Schulen umbenannt.
Der Zeller Barfußpfad ist ein Wanderweg, der zum Barfußgehen im Wald motivieren soll.
Die sogenannte Wolfsgrube verfügt über ein Freigehege mit Streichelzoo.
Der Brandeckturm ist ein Aussichtsturm am Gipfel des 686 Meter hohen Brandeckkopfes inmitten des Landschaftsschutzgebietes Brandeck. Von der Burg Bielenstein, die im 16. Jahrhundert zerstört wurde, ist heute nichts mehr erhalten.
Die Weingartenkirche ist eine Wallfahrtskirche und denkmalgeschützt.

## Wirtschaft und Infrastruktur

### Weinbau
Die 1923 gegründete Winzergenossenschaft Zell-Weierbach ist bekannt für ihre Weine, insbesondere den Zeller Abtsberg, ein Spätburgunder Rotwein. Weitere Rebsorten sind: Riesling, Müller-Thurgau und Ruländer. Durch den Ort verläuft die Badische Weinstraße.

### Verkehr
Durch Zell-Weierbach führt die Kreisstraße 5326.

## Partnerschaften
- Saint-Jean-de-Losne, Burgund, Frankreich (seit August 1964)
- Zell, Missouri, Vereinigte Staaten (seit August 1993)[9]